# Paulus (Exarch)
Paulus († 726/27) war ein oströmischer Patricius, Strategus von Sizilien und Exarch von Ravenna bis 726/727.
Paulus war ein Vertrauter Kaiser Leons III., von dem er im Jahr 718 nach Sizilien geschickt wurde. Dort sollte er den Aufstand des Sergius niederschlagen, der Basileios Onomagulos zum Gegenkaiser ausgerufen hatte. Bei dieser Gelegenheit wurde er zum Patricius und Strategen von Sizilien ernannt. Als es in der ersten Hälfte der zwanziger Jahre wegen der erhöhten Steuerforderungen Leons III. in Italien zu Widerstand kam, der vom Papst unterstützt wurde, scheint Paulus zum Exarchen von Italien ernannt und nach Ravenna geschickt worden zu sein.
Auf Befehl des Kaisers soll Paulus versucht haben, Papst Gregor II. töten bzw. verhaften zu lassen, was jedoch fehlschlug und, wie der Liber Pontificalis berichtet, in Italien zu einer neuen Aufstandswelle und einer weiteren Aushöhlung der byzantinischen Herrschaft führte. Paulus selbst wurde vom Papst mit dem Anathema belegt. Er wurde 726/727 getötet, als er auf Befehl des Kaisers Ravenna, das sich offensichtlich im Aufstand befand, zu unterwerfen suchte.